# Hermann Döring
Hermann Döring (* 30. Januar 1888 in Berlin; † 13. September 1945 im Speziallager Nr. 7 Sachsenhausen) war ein deutscher Jurist, Rechtswissenschaftler und Pionier der Luftfahrtversicherung.

## Leben
Döring kam aus Berlin zum Studium der Rechtswissenschaften um 1907 nach München und wurde dort Mitglied des Corps Isaria. Bereits 1908 wechselte er den Studienort und ging nach Göttingen, wo er auch dem Corps Hannovera beitrat. An der Berliner Universität schloss er seine Studien mit der Promotion zum Dr. iur. ab. Nach dem Ersten Weltkrieg machte er sich 1921 mit seiner preisgekrönten Arbeit über Versicherung und Luftverkehr in dieser damaligen Wachstumbranche einen Namen. 1924 war er mit Gründung für die Aero Lloyd Aktiengesellschaft in Berlin tätig, die 1928 als Deutsche Luftversicherungs AG zu einer Konzerngesellschaft der Lufthansa wurde. Döring wurde so auch zum Syndikus der Lufthansa, blieb aber bis 1944 Vorstand der Deutschen Luftversicherung. In seinem Umfeld entstanden in den 1930ern auch weitere luftfahrtbezogene Versicherer wie die Versorgungskasse für die deutsche Luftfahrt V.V.a.G. und der Luftfahrt-Pensions-Verein als Einrichtung der betrieblichen Altersvorsorge für die Mitarbeiter des Lufthansa-Konzerns. Ab 1944 wurde der Geschäftsbetrieb der Deutschen Luftversicherung im Zuge der anstehenden Liquidation der Lufthansa zum Ruhen gebracht. Im Gegensatz zur Muttergesellschaft Lufthansa ging die Versicherungstochter jedoch  nicht in Liquidation. Ihr Vorstand Hermann Döring verstarb im September 1945 als Häftling im Speziallager Nr. 7 Sachsenhausen, das im Sommer 1945 von der sowjetischen Militäradministration (SMAD) in der Sowjetischen Besatzungszone (SBZ) auf dem Gelände des nationalsozialistischen Konzentrationslagers Sachsenhausen unter Übernahme von Häftlingen aus dem Speziallager Weesow eingerichtet worden war.
Die Deutsche Luftversicherung AG nahm nach dem Zweiten Weltkrieg ihre werbende Tätigkeit bald wieder auf und verlegte 1954 ihren Sitz von Berlin nach Köln. Ferner firmierte sie in Delvag Luftfahrtversicherungs-AG um. Die Delvag ist heute ein großer Luftfahrtversicherer im Konzern der Lufthansa. In ihrer Unternehmensgeschichte würdigt sie die pionierhaften Aufbauleistungen Dörings.

## Werke
- Versicherung und Luftverkehr. E.S. Mittler & Sohn, Berlin 1921.
- Die Luftversicherung, Entwicklung, Recht und Technik. E.S. Mittler & Sohn, Berlin 1928.
- Das Luftrisiko und seine Einwirkung auf die Sterblichkeit und Invalidität der Fluggäste und der Luftfahrzeugbesatzungen. Eigenverlag, Berlin 1934.
- Luftverkehrsgesetz [vom 1. Aug. 1922 in der Fassg vom 21. August 1936] und Verordnung über Luftverkehr [vom 21. August 1936] mit ausführlichen Erläuterungen und der sonstigen wichtigen deutschen Luftgesetzgebung. Verlag C. H. Beck, München 1937.
- Die Entwicklung der Luftversicherung in Deutschland seit 1928. E.S. Mittler & Sohn, Berlin 1939.